# Literatura del Canadà

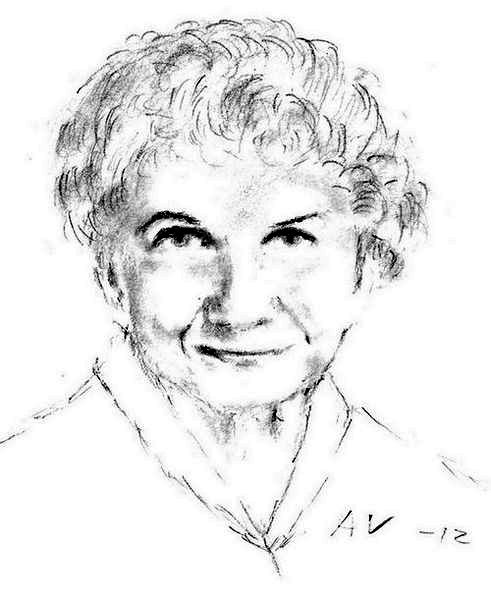
Alice Munro és una escriptura canadenca que va rebre el Premi Nobel de Literatura el 2013.

La literatura del Canadà és el cos d'obres escrites produïdes pels canadencs. Reflectint l'origen dual del país i el seu bilingüisme oficial, la literatura del Canadà es pot agrupar en dues divisions principals segons l'idioma: anglès i francès. Alice Munro va ser la primera canadenca a guanyar el Premi Nobel de Literatura el 2013.

## Trets característics
Molts dels trets propis de la literatura canadenca són comuns a les nacions que s'han format des d'una multiforme i variada emigració. Són temes importants el fracàs, la inutilitat i l'automenyspreu i un dels personatges més desenvolupats i constants és el de la víctima o perdedor. També és propi del canadenc un cert humor, la ironia i la sàtira, un lleu antiamericanisme nord-americà, plantejat més aviat com sàtira, malícia o rivalitat. El multiculturalisme com a tema, però sobretot des de la Segona Guerra Mundial (Mordecai Richler, Margaret Laurence, Rohinton Mistry, Michael Ondaatje, Wayson Choy ...). El tema de la Naturalesa (i la tensió sobrevinguda per la lluita de l’"ésser humà contra la naturalesa"), una cosa molt propi de la literatura canadenca. La natura és de vegades representada com un enemic i altres com una força divina. La recerca de la mateixa identitat, propi d'algunes novel·les canadenques en què el protagonista tracta de justificar la seva pròpia existència (Robertson Davies). El gòtic meridional d'Ontario (Alice Munro, Margaret Atwood, Robertson Davies, Jane Urquhart, Marian Engel, James Reaney i Barbara Gowdy): un subgènere que critica l'estereotipada mentalitat protestant del sud d'Ontario; moltes de les novel·les més apreciades a l'estranger de la literatura canadenca pertanyen a aquest estil. El desafiament de la víctima que ha de superar a una gran corporació, un banc, un ric magnat, un govern, un desastre natural, i així successivament. El conflicte entre la cultura urbana i la rural, variant del tema del perdedor (Stephen Leacock).

## Literatura en llengua anglesa

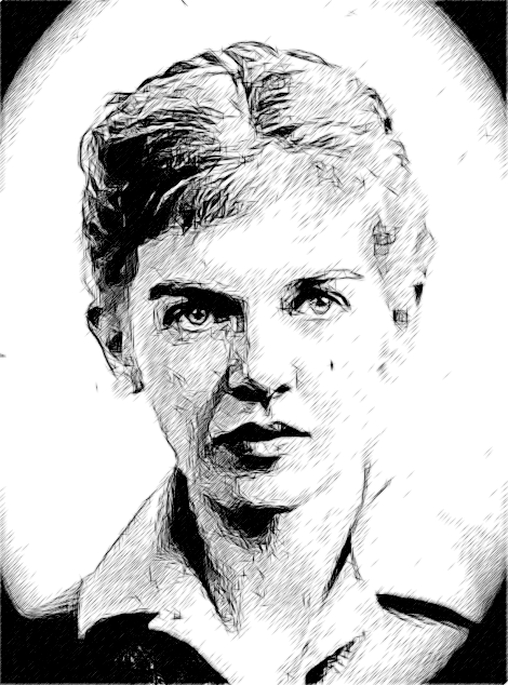
La poeta canadenca Elizabeth Smart, qui a A Gran Central Station em vaig asseure i vaig plorar (1945) novel·la el seu amor boig pel poeta George Barker.

La literatura anglòfona del Canadà pot dividir-se en tres grups principals:
- Literatura colonial o anterior a la Confederació canadenca de 1867, d'inspiració més aviat britànica.
- Literatura de les Províncies marítimes (Nova Escòcia, Nou Brunswick etc.)
- Literatura des de la constitució de la Confederació canadenca (1867 fins a l'actualitat).

La literatura colonial comença en els últims anys de segle xviii, a Nova Escòcia. La primera novel·lista va ser Frances Brooke (1724-1789) amb The history of Emily Montague (1769); van seguir després Thomas Chandler Haliburton (1796-1865), i Susanna Moodie (1803-1885) i la seva germana Catherine Parr Traill (1802-1899), que descrivien la dura vida de les emigrants europees en l'hostil entorn del "salvatge Canadà".
Després de la proclamació del Canadà independent l'any 1867, destaca especialment la també pintora Emily Carr (1871-1945). Cal esmentar també a la historiadora, poetessa i novel·lista Agnes Maule Machar (1837-1927), a Margaret Marshall Saunders (1861-1947), famosa per la seva novel·la Beatiful Joe; a la novel·lista May Agnes Early Fleming (1840-1880); a la narradora sufragista Lily Dougall (1858-1923); a Joanna Ellen Wood (1867-1927), a l'escriptor natiu americà Simon Pokagon (1830? -1899), de la tribu Potawatomi, al mestís angloxinès Winnifred Eaton, més conegut com Onoto Watanna (1875-1954) i a Sarah Jeanette Duncan (1861-1922).
L'extensa regió de les praderies va crear l'anomenada Prairie Literature o "Literatura de les praderies", el propòsit fonamental era expressar la lluita de l'home contra els elements d'una naturalesa hostil fins a arribar a dominar-los o a ser derrotat per ells. Reflecteix com aquest combat afecta el caràcter, la vida interior i les relacions amb la societat. Aquesta literatura de biaix realista va trencar amb l'inicial romanticisme de la literatura canadenca anterior, molt aferrada als models que oferia la literatura britànica, però un agut crític canadenc, Northrop Frye (1912-1991), no va deixar de notar en 1965 que reflectia the garrison mentality, mentalitat defensiva de guarnició que reflecteix la por de l'individu europeu a la naturalesa no domesticada. El seu deixeble Margaret Atwood (1939-) aprofundiria en aquesta idea en 1972 en el seu famós estudi Survival: A Thematic Guide to Canadian Literature, observant que la supervivència es converteix definitivament en l'emblema de la identitat nacional.
El grup d'aquests nous autors el formaven el poeta i narrador Robert JC Stead (1880-1959), Martha Ostenso (1900-1963) i, sobretot, Frederick Philip Grove (1871 -1948), qui fins i tot va intentar introduir els postulats del naturalisme. Nascut a Europa, Philip Grove va rebre una educació cosmopolita a París, Roma i Múnic i es va instal·lar, després d'un viatge pels Estats Units, a Manitoba, com a granger i mestre d'escola, i després a Ontario, on va morir. La seva obra sencera consta de dotze llibres, dels quals podem considerar el més representatiu la seva novel·la Fruits de la terra. Al contrari que Robert J. Stead, es mostra escèptic i pessimista en la visió que ofereix de la lluita de l'home contra l'aspre entorn canadenc. La derrota, la decepció i la solitud són les úniques recompenses que ofereix a l'esforç de l'home en la primera època de la seva vida en la seva etapa final. La mateixa estructura de la novel·la és simètrica. El protagonista aconsegueix l'èxit material, però deteriora irremeiablement el seu entorn humà i familiar i queda confinat a la soledat i a la desesperança, encara que és conscient del seu error en marginar el material i intenta solucionar-ho en el possible al final.

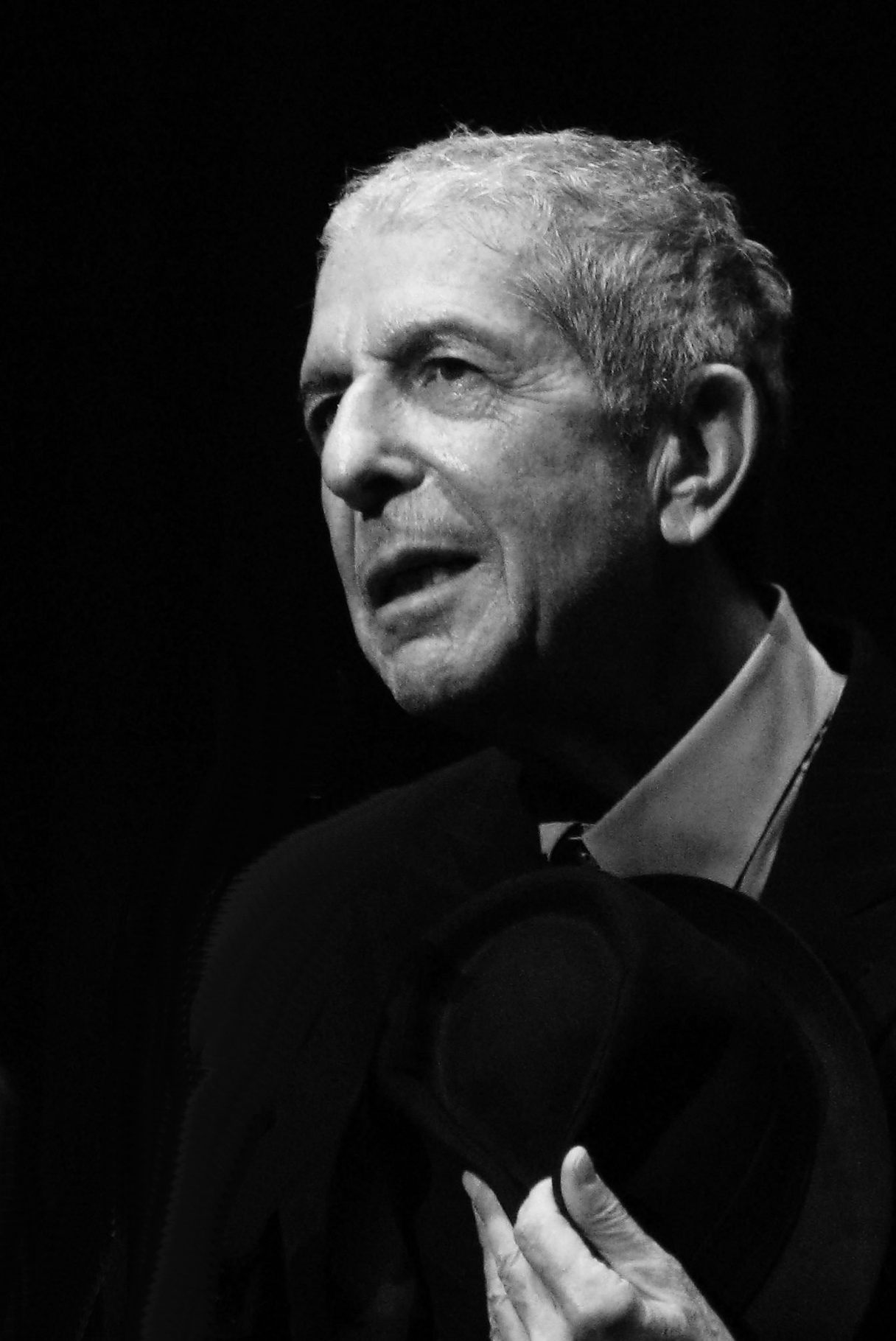
Leonard Cohen, poeta, narrador i cantautor canadenc.

La també pintora Emily Carr (1871-1945) va escriure sobre els seus amics els indis i va defensar postures feministes transformant-se en una icona per al seu país.   Anna, la de Teules Verdes  (1908), de Lucy Maud Montgomery (1874-1942), es va transformar en un clàssic indiscutible de la literatura juvenil traduït a més de trenta llengües. Edward William Thompson (1849-1924) pot considerar-se el pioner del conte modern canadenc, en el que el va seguir Mavis Gallant (1922-), una altra de les autores anglòfones del Quebec, establerta a París des de 1950. Mestra del relat i autora habitual de la prestigiosa revista The New Yorker, no és però tan coneguda com la seva successora Alice Munro, que va portar el relat curt a la seva perfecció i va ser premiada amb el Nobel. Destaca també la poetessa i novel·lista Elizabeth Smart (1913-1986).

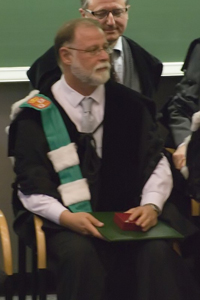
Alberto Manguel, escriptor argentí-canadenc.

Margaret Laurence (1926-1987) va escriure novel·les sobre la fictícia Manawaka, totes elles traduïdes al castellà en els anys noranta: L'àngel de pedra (1994), Una burla de Déu (1994, publicada anteriorment, el 1969, amb el títol Raquel, Raquel), Els habitants de foc (1993), Un ocell a la casa (1994) i el parc del desassossec (1995). Michael Ondaatje (1943) va obtenir un èxit internacional amb el seu El pacient anglès. També han transcendit Barry Callaghan, Leon Rooke i, per descomptat, Malcolm Lowry (1909-1957), l'obra mestra, Sota el volcà (1947), mostra un existencial descens als inferns el Dia de tots els morts de 1938 pel seu protagonista alcohòlic, excònsol anglès a Cuernavaca (Mèxic), mentre s'emborratxa de mescal. Trevor Ferguson, més conegut com a "John Farrow" i nascut a Ontario el 1947, és considerat el millor novel·lista canadenc actual. Ha compost nou novel·les i quatre peces teatrals. Es va criar en Mont-real des dels tres anys i va viatjar en la seva adolescència per tot el nord-oest, treballant en les quadrilles del ferrocarril. Als vint anys, va viatjar a Europa i els Estats Units abans de tornar a Mont-real a escriure. Conduïa un taxi a la nit i escrivia de dia fins a la publicació de la seva primera novel·la, Els cants de l'apogeu (1977). La seva segona novel·la, Onyx John (1985), va rebre el més alt reconeixement de la crítica en la història de la literatura canadenca.
Quant a la poesia, només a la primera meitat de segle xix van començar a reflectir els temes locals: Acadia (Joseph Howe) i El Sant Llorenç i el Saguenay (Charles Sangster ), són exemples d'aquesta tendència. També hi va haver una primerenca poesia nacionalista patriotera per autors com Thomas D'Arcy McGee, i una altra pro-británica representada per Thomas H. Higginson. És omnipresent l'influx que sobre la visió de la naturalesa va exercir el poeta romàntic anglès William Wordsworth. En 1857, Charles Heavysege va atreure l'atenció internacional (britànica i americana), pel seu drama en vers Saül.
El primer llibre de poesia publicat a la recent Confederació canadenca va ser Dreamland, de Charles Mair (1868). I un grup de poetes que ara es coneix com la "Poetes de la Confederació", entre els quals es troben Charles GD Roberts, Archibald Lampman, Duncan Campbell Scott i William Wilfred Campbell, va saltar a la fama entre els anys 1880 i 1890, triant a la natura com a inspiració, però elaborant el seu treball a partir de les seves experiències personals i, en el seu millor moment, escrivint en un estil propi. Isabella Valancy, Frederick George Scott i Francis Sherman també s'associen de vegades a aquest grup.
Durant aquest període, E. Pauline Johnson i William Henry Drummond escrivien una poesia d'inspiració popular a dialecte. Cal esmentar també a Euphemia Macleod, Marjorie Pickthall, Wilfred Campbell, Alan Sullivan, Wilfrid Heighington, George Dance i Wayne Ray.
El 1907  Robert W. Service va aconseguir un gran èxit amb els seus Songs of a Sourdough, inspirant-se en Rudyard Kipling, sobre la febre de l'or de Klondike, i va arribar a vendre més de tres milions de còpies en tot el segle xx. El seu èxit va inspirar a molts altres poetes, com Tom MacInnes. Marjorie Pickthall va ser no obstant això qui més atenció va rebre dels crítics en aquest període. El 1915, el cirurgià de guerra John McCrae va escriure el seu famós poema "En els camps de Flandes". El poeta de Terranova E. J. Pratt va descriure després de la guerra la lluita per guanyar-se la vida amb el mar en els seus poemes mentre que al centre del Canadà poetes com Ralph Gustafson i Raymond Knister s'estaven allunyant de formes poètiques tradicionals.
Durant els anys 1920 i 1930, el Grup de Mont-real (cercle de poetes joves que inclou a A.J.M. Smith, A.M. Klein i F.R. Scott) va ajudar a inspirar el desenvolupament de la poesia modernista a Mont-real a través de la revista McGill Fortnightly Review i l'antologia de 1936 New Provinces. La "nova poesia" valorava l'intel·lecte sobre el sentiment, o com han escrit alguns, la lògica sobre les emocions humanes. Sota la direcció literària d'Earle Birney, el Fòrum canadenc va ajudar a promoure una evolució similar a Toronto, on destaca sobretot Dorothy Livesay.
No obstant això quedava un reducte per al vers tradicional. L'anomenat cercle d'Els pescadors de cançons (1928-1930) va renovar al port de Halifax la poesia de tema marí amb figures com Bliss Carman i Charles GD Roberts, i els sonetistes Kenneth Leslie i Robert Norwood. El vers tradicional era el més venut, com demostra l'èxit de Wilson MacDonald.

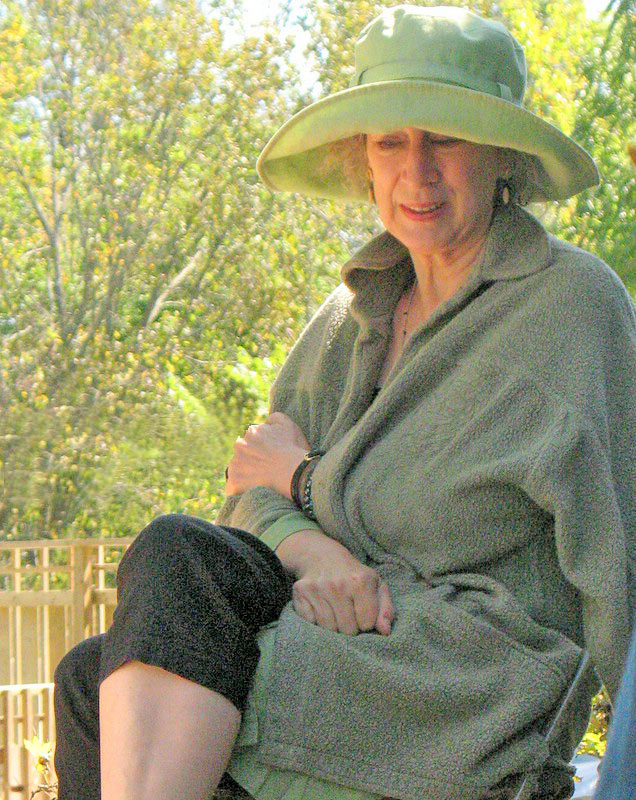
Margaret Atwood.

Després de la II Guerra Mundial abunden els poetes per a una audiència culta i ben instruïda: James Reaney, Jay Macpherson i Leonard Cohen. Per lectors madurs segueixen escrivint Irving Layton, Raymond Souster, Harold Standish i Louis Dudek en un llenguatge col·loquial i en diferents direccions poètiques. En els seixanta es fan sentir noves veus: Margaret Atwood, Michael Ondaatje, Leonard Cohen, Eli Mandel i Margaret Avison. També publiquen Al Purdy, Milton Acorn i Earle Birney. A Vancouver hi ha un moviment poètic de renovació conegut com a TISH format per B. P. Nichol, Jamie Reid, George Bowering, Fred Wah, Frank Davey, Daphne Marlatt, David Cull i Lionel Kearns.
Ja en els anys noranta apareixen Jan Zwicky i Tim Lilburn enllaçant poesia i filosofia; el primer escriu Lyric Philosophy i Wisdom and Metaphor, i el segon Thinking and Singing. Posteriorment cal esmentar a Brian Brett, Ken Babstock, Karen Solie, Lynn Crosbie, Patrick Lane, David McGimpsey, Stuart Ross, Sonnet L'Abbé, George Elliott Clarke i Barry Dempster.
No obstant això, el líric més conegut fora del Canadà ha estat el també cantant Leonard Cohen, qui també va exercir de narrador. La seva primera novel·la The Favourite Game (1963) és una bildungsroman de tints autobiogràfics; el protagonista és un jove que intenta trobar un lloc en el món literari i forjar-i afermar la seva personalitat. Un any després va publicar els noranta-cinc poemes de Flors per a Hitler. El 1966 va publicar la seva novel·la més avantguardista i experimental, Beautiful Losers, sobre un triangle amorós. Memòries d'un faldiller (1978) és un dels treballs que millor representen l'art estripat i imaginista de l'escriptor, els seus temes més recurrents i les seves reflexions més transcendentals sobre amor, amistat, erotisme, bellesa i tendresa, temes que tornaran a el Llibre de l'Anhel (2006) amb un Cohen més nostàlgic, honest i moral.
En ciència-ficció és canadenc un dels grans autors del gènere, A. E. Van Vogt. Pauline Gedge s'ha acostat també a aquest gènere, encara que és més coneguda sobretot per les seves novel·les històriques. Va escriure assajos sobre el lesbianisme Jane Vance Rule. En crítica literària destaquen el també argentí Alberto Manguel, Margaret Atwood, Anne Carson, John Clute, Robertson Davies, Northrop Frye, Hugh Kenner, Marshall McLuhan i George Woodcock.

## Literatura en llengua francesa

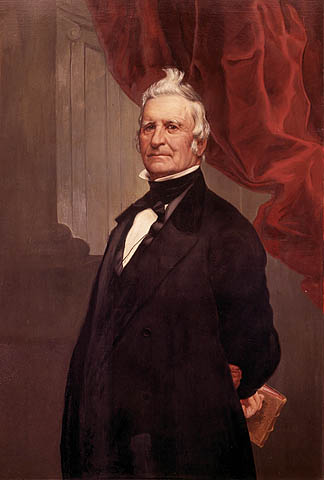
Retrat a l'oli de Louis-Joseph Papineau

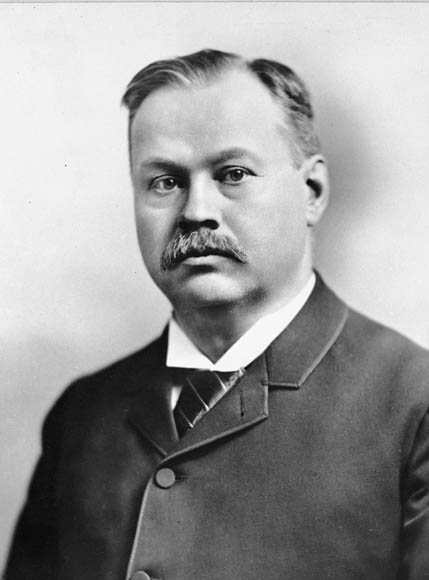
Louis-Honoré Fréchette

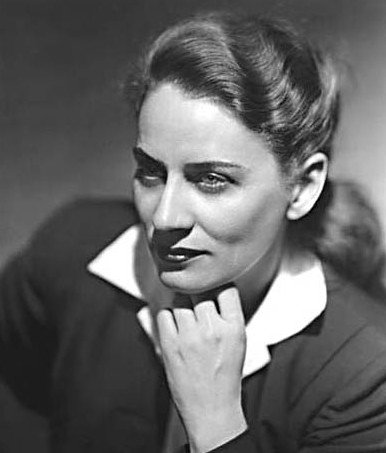
Gabrielle Roy

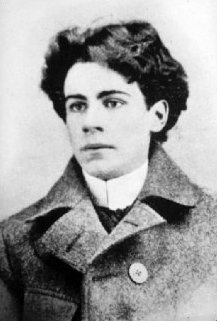
Émile Nelligan.

La literatura en francès es pot localitzar bàsicament al Quebec, on es va produir prioritàriament en la llengua que hi van portar els colons, un particular dialecte del francès, el quebequès.

## Segles XVI i XVII
Durant aquest període, la societat de la Nova França es construïa amb gran dificultat. Els mercants francesos contractats per transportar colons no respectaven el seu compromís i els francesos, juntament amb els seus aliats indis, van acabar per declarar la guerra als colons anglesos i als indis iroquesos (que s'havien aliat a ells fins que van trencar aquest compromís en 1701 signant la Gran pau de Mont-real). És més, al costat d'aquestes dificultats s'havia prohibit oficialment la impressió de premsa fins a la conquesta britànica el 1763. La població francòfona era molt escassa. Només una cinquantena de textos es va redactar entre 1534 i 1763, la gran majoria de mera finalitat pràctica.
Malgrat tot algunes obres notables es van produir durant els primers anys de colonització i van passar de generació en generació fins avui. The Voyage, de Jacques Cartier, el Muses de la Nouvelle-France de Marc Lescarbot i els Voyages de Samuel de Champlain consignen l'exploració d'Amèrica del Nord i la fundació de la Nova França.
Les Relations des Jesuïtes, Le Grand voyage au pays des hurons de Gabriel Sagard i els Écrits de Marguerite Bourgeois van ser escrits pels fundadors de Nova França amb el propòsit de convertir als salvatges al cristianisme.
Moltes cançons i poemes es van transmetre oralment des dels primers colons francesos; per exemple, la popular balada francesa À la claire fontaine, adaptada pels voyageurs. Avui hi ha una coneguda versió al Quebec.
La primera cançó patriòtica del Quebec (fins llavors coneguda com Canada) va ser escrita per un soldat, François Mariauchau d'Esgly: C'est li Général de Flip. Parla de la resistència dels francesos al Quebec al setge del general William Phips l'any 1690.
Canadà i la Nova França en general van captivar molts escriptors francesos, especialment al renaixentista François Rabelais, qui es va referir a Cartier j a  Roberval en el seu Pantagruel.

## Segle XVIII
Fins a l'any 1760, els temes de la natura, les exploracions i els salvatges, van continuar marcant la imaginació dels colons de Nova França. Moeurs des sauvages Américains de Joseph Lafiteau, la Histoire de l'Amérique septentrionale de Bacqueville de la Potherie i la Histoire et description générale de la Nouvelle-France assenyalen la continuïtat amb els escrits de segle precedent.
El primer ús del terme canadenc per identificar descendents dels colons al Canadà es constata en una cançó composta en 1756 en honor de governador  Vaudreuil davant la victòria militar de Fort Chouaguen. En 1758, Étienne Marchand va escriure la famosa cançó Le Carillon de la Nouvelle-France, on es narra la història de la victoriosa batalla de Fort Carillon.
El primer poema escrit per un canadenc contra qui es refereix a Canadà com a part de Gran Bretanya és Quand Georges trois pris l'Canada, escrit per un anònim en 1763.
El diari Quebec Chronicle-Telegraph va ser fundat a la ciutat de Quebec per William Brown el 21 de juny de 1764. Era bilingüe en anglès i francès, i amb els anys va aconseguir sobreviure fins a esdevenir el diari més antic publicat encara a Amèrica del Nord.
Les tendències literàries d'Europa i de la resta d'Amèrica es van anar introduint lentament a les ciutats, principalment en les del Quebec i Mont-real. Es tractava d'escrits  il·lustrats produïts en una època en què la Revolució nord-americana i la francesa dominaven la literatura disponible.
Valentin Jautard i Fleury Mesplet van publicar el primer diari del Quebec, la Gaceta du commerce et littéraire, en 1778-79. Jautard era un deixeble de Voltaire i simpatitzava amb la causa americana; van publicar molts poemes sota diferents pseudònims.
Algunes figures notables de l'època van ser Joseph-Octave Plessis, Ross Cuthbert, Joseph Quesnel i Pierre de Sales Laterrière.
A França, Voltaire va escriure L'ingenu, història d'un indi huró que visita França; també un noble, l'escriptor francès del romanticisme Chateaubriand, que estava exiliat a Amèrica, va escriure  Atala i René.

## Segle XIX
El governador  lord Durham, enviat per Gran Bretanya per esbrinar les causes de l'anomenada Rebel·lió del Baix Canadà (1837-1838), va escriure al seu informe que el poble francocanadenc "no tenia història i de literatura" i en conseqüència havia de ser assimilat. El primer pas en aquesta assimilació havia de ser la reagrupació de les dues cambres legislatives en una sola assemblea; altres, aturar la immigració francòfona i promoure el mestissatge amb l’anglòfona. No obstant això, després del període en què la literatura oral va ser dominant cada vegada va ser més fàcil imprimir un llibre i la literatura francòfona local va emergir amb força al Canadà i va tractar de resistir-se a aquest intent d'assimilació per part de govern britànic.
Primer es va assentar una ideologia nacionalista fundada en les tradicions camperoles, els tres eixos principals van ser la terra (agricultura, patrimoni, etc.), la família (comunitat, tradicions, etc.) i la religió (calendari folklòric litúrgic, misses, etc.). Aquest tipus d'escrits constitueixen una literatura de tesi en tant que defensa aspectes tradicionals de la cultura francocanadenca.
El segle xix assenyala l'inici dels primers treballs literaris publicats realment per quebequesos, incloent-hi a Michel Bibaud, Pierre Boucher de Boucherville, François Réal Angers, Philippe Aubert de Gaspé (fill), Amédée Papineau, Joseph Doutre, François-Xavier Garneau, Pierre Jean Olivier Chauveau, Louis-Antoine Dessaulles, H.- Émile Chevalier. És Philippe Aubert de Gaspé fill qui tindrà l'honor d'escriure i publicar la primera novel·la en quebequès (1837). Encara que havia de titular-se L'influence d'un livre / L'influx d'un llibre, l'abat Henri-Raymond Casgrain ho va canviar a Le chercheur de trésor / El cercador del tresor i va censurar la paraula « amour/ amor» present en aquesta obra substituint-la per« amitié amistat». A més, François-Xavier Garneau va escriure en aquesta mateixa època el seu llibre Histoire du Canada / Història del Canadà.
En els anys de 1860, els autors del Quebec van poder adquirir certa autonomia. En aquell moment era més fàcil publicar un llibre i produir-lo en massa. Antoine Gérin-Lajoie, Philippe Aubert de Gaspé (pare), Louis Fréchette, Arthur Buies, William Kirby, Honoré Beaugrand, Laure Conan, Edith Maude Eaton,  William Chapman, Jules-Paul Tardivel, Winnifred Eaton, Pamphile Lemay van ser alguns dels escriptors importants en aquest període. Una cançó anònima, Les Raftsmen, es va tornar molt popular a principis d'aquest segle.
La novel·la de costums Les Mystères de Montréal / Els misteris de Mont-real, escrita pel periodista Hector Berthelot en 1879, a causa del seu «vulgaritat increïble» i «vitalitat» segons el professor de literatura Gilles Marcotte, «dóna entrada a la producció novel·lística quebequesa de segle xix, i contradiu alegrement les correctes i bones directrius que la crítica, el pare Casgrain al capdavant, no cessa de donar als escriptors».

### Segle XX
Els temes del món pagès, la terra, la família i la religió, i la seva ideologia conservadora, van ser desplaçant cada vegada més. Els personatges més comuns en aquesta literatura són agricultors, famílies i sacerdots i els personatges urbans es mostren en ella com un contraexemple del model a seguir. Entre 1895 i 1937 es fa un pas més endavant amb el desenvolupament de l'anomenada Escola Literària de Mont-real, i posteriorment es desenvolupa àmpliament el teatre i la temàtica urbana. Són dramaturgs importants Gratien Gélinas, Marcel Dubé i Michel Tremblay.